# Арримадас, Инес
Ине́с Аррима́дас Гарси́я (исп. Inés Arrimadas García; род. 3 июля 1981, Херес-де-ла-Фронтера, провинция Кадис) — испанский и каталонский политик, лидер партии «Граждане» (с 2020).

## Биография
Родители — Руфино Арримадас Гарсия (род. 1937) и Инес Гарсия Лопес, выходцы из Сальмораля (провинция Саламанка); сама родилась в Кадисе. Младшая из пяти детей. Отец с 1979 по 1983 год состоял в первом после падения режима Франко демократическом составе муниципалитета, представляя Союз демократического центра.
Инес окончила католическую школу Богоматери Пиларской (Nuestra Señora del Pilar) в Херес-де-ла-Фронтера. В школе увлекалась каталонской культурой (даже брала уроки каталанского языка у одноклассника) и мечтала стать археологом. Поступила в университет имени Пабло де Олавиде, где изучала право, государственное управление и управление бизнесом. Последнее также изучала в бизнес-школе IPAG в Ницце, куда попала по программе «Эразмус».
С 24-летнего возраста полтора года проработала в качестве руководителя отдела в компании MAT, занятой в нефтехимической промышленности. Перебравшись в Барселону, в течение шести лет работала консультантом по операциям и стратегии в фирме D’Aleph.

## Политическая деятельность

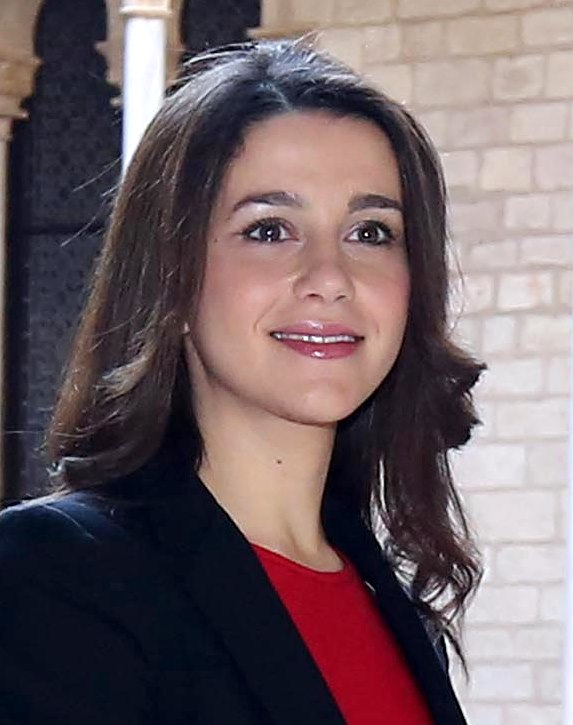
Инес Арримадас в 2016 году

В 2010 году попала с другом на мероприятие партии «Граждане» в театре Ромеа, заинтересовалась этой политической силой, выступающей против отделения региона от Испании, и в следующем году уже была пресс-секретарём её молодёжного отделения.
На выборах 2012 года избрана в парламент Каталонии в качестве рядовой молодой активистки «Граждан — Гражданской партии». В 2015 году, когда партия и её лидеры вышли на общенациональный уровень, в 34-летнем возрасте возглавила фракцию в парламенте Каталонии и стала официальным лидером оппозиции. Возглавляла партию на выборах 2015 года, когда та получила 17,9 % голосов и увеличила своё представительство с 9 до 25 мест. Была кандидатом партии в президенты Женералитата, но большинство получили партии, выступающие за самоопределение.
По итогам досрочных выборов 21 декабря 2017 года объявила о победе, поскольку партия оказалась наиболее популярной — её поддержали около 25 % избирателей, что обеспечило юнионистам 37 мест (хотя абсолютное большинство всё же осталось за сепаратистами).
21 мая 2019 года стала по итогам парламентских выборов, на которых вновь представляла партию «Граждане», депутатом нижней палаты парламента Испании — Конгресса депутатов от Барселоны.
27 мая 2019 года избрана официальным представителем фракции в Конгрессе депутатов.
8 марта 2020 года одержала триумфальную победу на внутрипартийных выборах с результатом 76,91 % и заняла должность лидера «Граждан», не оставив никаких шансов своему сопернику, вице-губернатору автономной области Кастилия-Леон Франсиско Ихеи.

## Личная жизнь
30 июля 2016 года вышла замуж за своего политического оппонента, бывшего депутата парламента Каталонии от каталонской националистической партии «Конвергенция» Хавьера Симу. 21 мая 2020 года у супругов родился сын Алекс.